# Mittelrhein (Weinanbaugebiet)
Das Weinbaugebiet Mittelrhein ist eine nach § 3 Abs. 1 Nr. 5 Weingesetz als „bestimmtes Anbaugebiet“ ausgewiesene Region für Qualitätswein, die sich größtenteils mit der geographischen Region Mittelrhein deckt. Sie liegt in Rheinland-Pfalz und schließt die Weinbauorte Oberdollendorf, Niederdollendorf, Königswinter und Rhöndorf in Nordrhein-Westfalen ein. Die hessischen Weinorte von Lorchhausen bis Rüdesheim zählen dagegen zum Weinbaugebiet Rheingau. Mit einer Gesamtrebfläche von 465 ha (Stand 2020) ist der Mittelrhein das zweitkleinste Anbaugebiet in Deutschland.

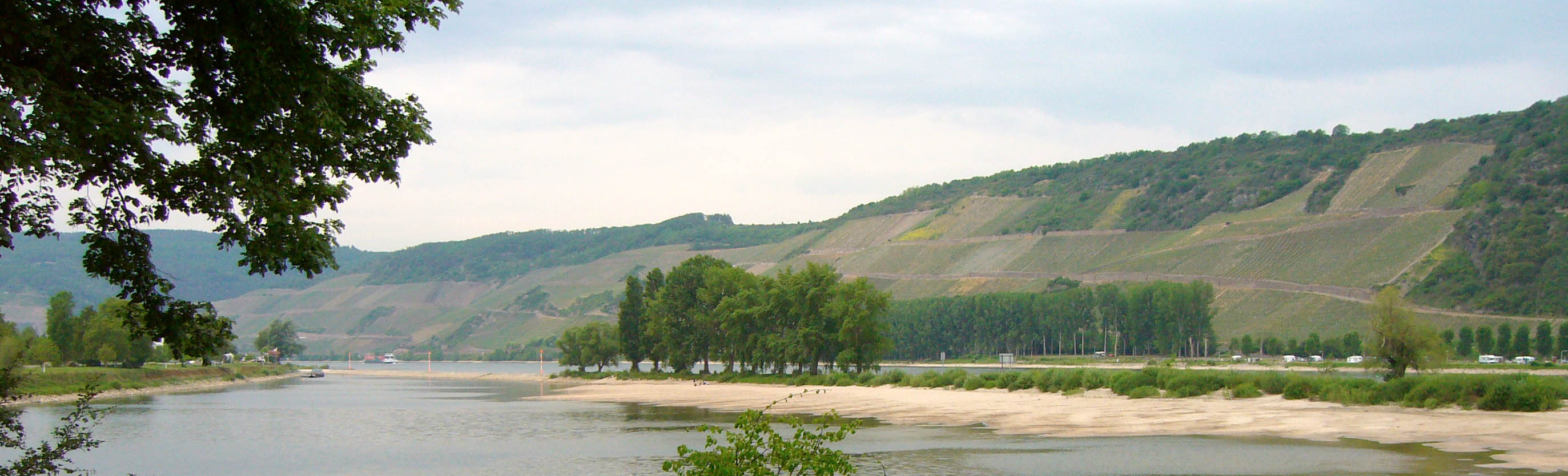
Weinberge am Bopparder Hamm

Jährlich wird die Mittelrheinweinkönigin gewählt.

## Geographie

### Geographische Lage

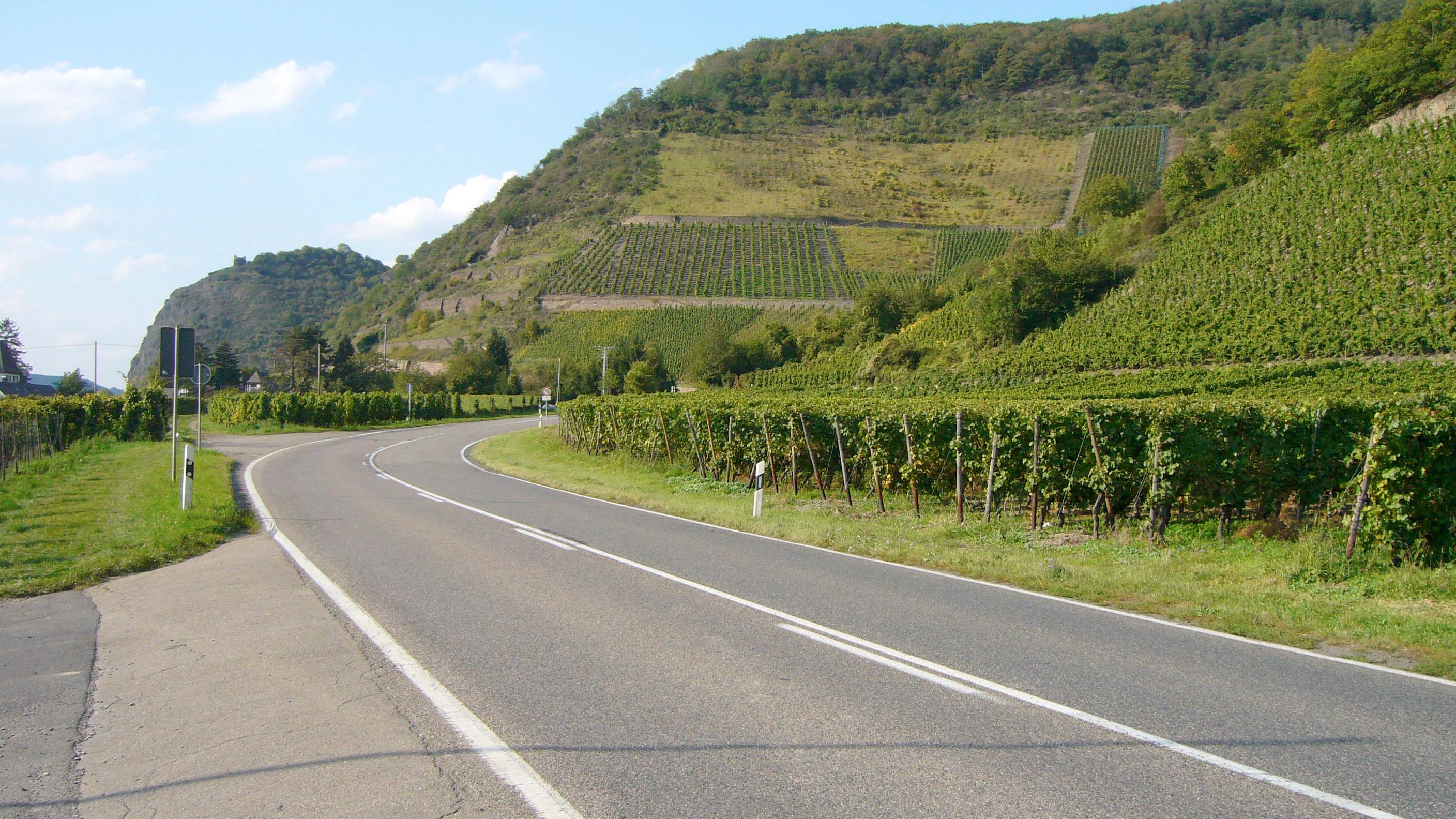
Weinberge bei Leutesdorf mit Blick auf Ruine Hammerstein

Das Weinbaugebiet Mittelrhein erstreckt sich über ca. 110 km von der Nahe bei Bingen bis zum Siebengebirge bei Bonn. Während am oberen Mittelrhein, von Bingen bis Koblenz, hauptsächlich die linke Hangseite entlang des Rheins mit Rebstöcken bepflanzt wurde, ist am unteren Mittelrhein, der von Koblenz bis zum Siebengebirge reicht, vor allem die rechte Uferseite bestockt. Die rechte Rheinseite zwischen Lorchhausen und Rüdesheim liegt in Hessen und zählt zum Weinbaugebiet Rheingau.
Das Weinbaugebiet weist drei Schwerpunkte auf: im Süden um Bacharach/Oberwesel, in der Mitte der Bopparder Hamm, im Norden um Leutesdorf/Hammerstein. Zum Mittelrhein zählen auch die Weinberge im Lahntal um Weinähr.

### Klima
Am Mittelrhein herrscht ein gemäßigtes Klima, das heißt, es gibt verhältnismäßig viele Sonnentage, ohne dass die Hitze oder auch zu niedrige Temperaturen überhandnehmen. In den Monaten Juni bis August regnet es, zumindest was die Wachstumsbedingungen für den Wein betrifft, ausreichend, 570 mm im Mittel. Die Wasserfläche des Rheins und die zur Sonne geneigten Böden speichern im Laufe des Tages Wärmeenergie, die sie nach Sonnenuntergang wieder abgeben, so dass übermäßige Temperaturschwankungen vermieden werden. Die steilen Talhänge sorgen morgens für einen schnellen Kaltluftabfluss. So kommt es, dass der Jahresdurchschnitt der Temperaturen bei 9,3 °C liegt.

### Böden
Neben dem Klima ist die Beschaffenheit des Bodens eines der Hauptkriterien für die Merkmale eines Weines. Die Böden sind für die Charakteristik und damit oft auch für die Unverwechselbarkeit des Gewächses verantwortlich. Am Mittelrhein beherrschen Schiefer- und Grauwackeverwitterungsböden die Landschaft, welche tagsüber die Wärme speichern. Im Norden sind die Böden vulkanischen Ursprungs. Bims und Tuffstein, aber auch Lössinseln, Lehm- und Rheinkieselböden sind zu finden.

## Geschichte
Gebracht haben den Weinbau die Römer. Der Weinbau kam damals von der Mosel in die Beckenlandschaft zwischen Koblenz und Neuwied. Dort wurde zuerst in ebenen Weingärten betrieben, was archäologische Funde in der Gemarkung Miesenheim bei Andernach beweisen. Im 4. Jahrhundert erfolgte der Bau des römischen Kastells Baudobriga an der römischen Rheintalstraße. Venantius Fortunatus, der in Metz am Hofe von König Sigibert I. lebte, berichtet in seinem Gedicht De navigio suo („Über seine Schiffsreise“) aus dem Jahre 588 von einer Fahrt die Mosel hinab nach Andernach und Leutesdorf mit dem jungen Merowingerkönig Childebert II. (570–595).

„Rasch zu den Mauern hinan an Andernachs Festung Fahr ich dann nahe hinan, weiter getragen vom Boot. Stehn auf den Hügeln dahier in geräumigen Reihen die Reben, Dehnt Acker sich fruchtbar ans andere Gestad.“

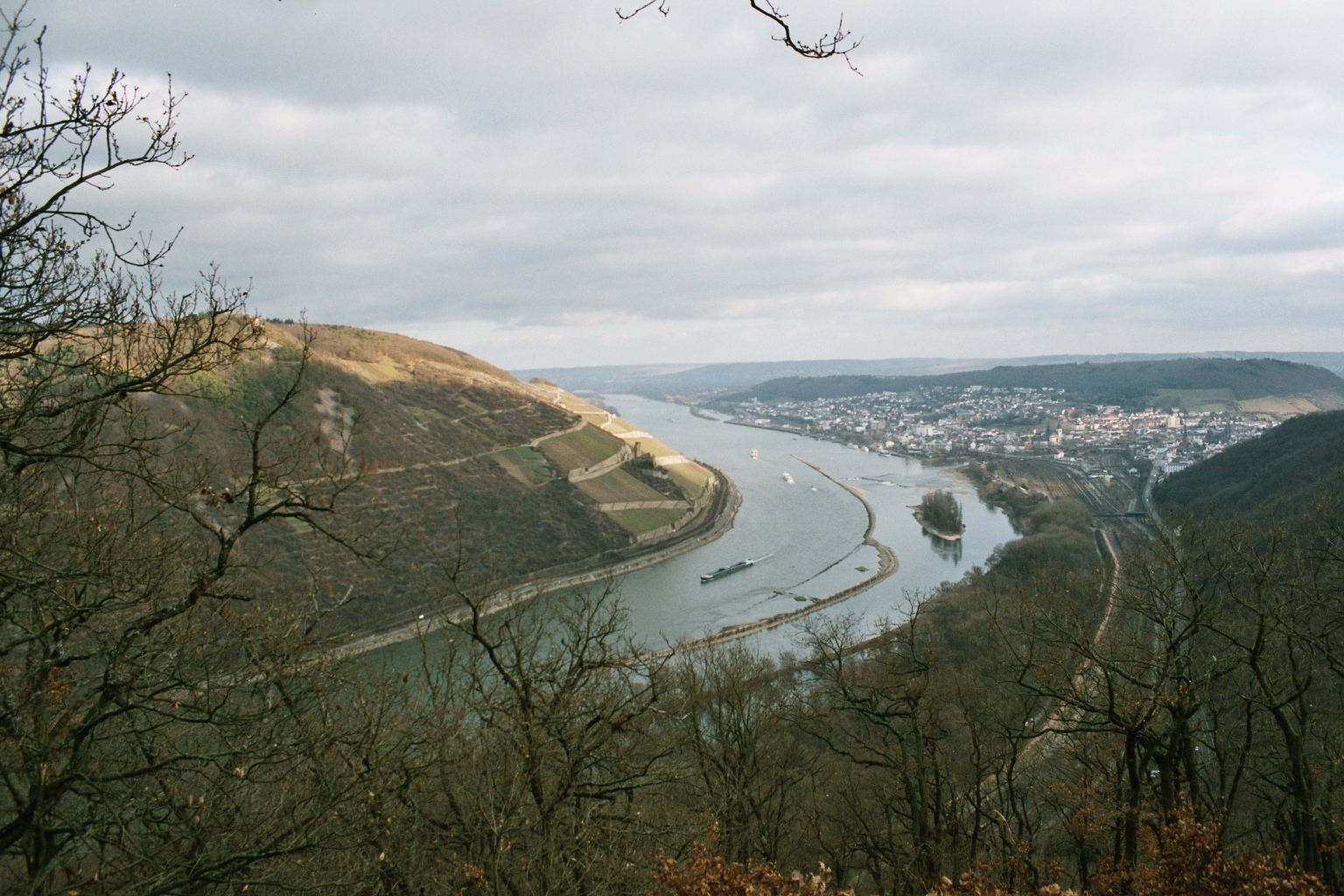
Verbuschte Weinbergsterrassen

Nach Abzug der Römer erfolgte 643 die erste urkundliche Erwähnung der Stadt Boppard im frühen Mittelalter. Boppard war fränkischer Königshof und Verwaltungszentrum des Bopparder Reiches. In den Urkunden aus der Merowinger- und Karolingerzeit finden sich Belege zum Weinbau in Rheinbrohl (ca. 650), Remagen (754) und Kestert (768). Die ersten Rebflächen wurden in Flachlagen in Ufernähe angelegt.
Allerdings entwickelte sich der Weinbau erst im Mittelalter von der Mosel aus nach Süden, so ist nach Boppard der Weinbau in Oberwesel erst ab 966 belegt, ab 1019 dann in Bacharach und 1135 erstmals in Trechtingshausen. Diese Entwicklung verlief in vier Phasen vom 11. bis Ende des 14. Jahrhunderts.
Die bestockten Rebflächen am Mittelrhein haben aufgrund des schwierigen und arbeitsintensiven Steillagenweinbaus in den letzten einhundert Jahren kontinuierlich abgenommen, während um 1900 noch ca. 2200 Hektar bepflanzt waren, sind es aktuell noch 467, seit der Jahrtausendwende zeigt sich allerdings Stabilisierung.

## Weinlagen

Eine der Top-Lagen am Mittelrhein, der Oelsberg nördlich von Oberwesel, ökologisch bewirtschaftet vom Weingut Dr. Kauer und erlebbar durch den Wanderweg „Oelsberg-Steig“.

Das Gebiet ist in zwei Bereiche, elf Großlagen und 111 Einzellagen unterteilt.
Die Großlagen sind (von Süden nach Norden):
Bereich Loreley (Rheinland-Pfalz)
1. Burg Reichenstein, Leitgemeinde Oberheimbach, benannt nach der Burg Reichenstein
2. Schloss Stahleck, Leitgemeinde Bacharach, benannt nach der Burg Stahleck
3. Herrenberg, Leitgemeinde Kaub
4. Schloss Schönburg, Leitgemeinde Oberwesel, benannt nach dem Schloss Schönburg
5. Loreleyfelsen, Leitgemeinde Sankt Goarshausen, benannt nach der Loreley
6. Burg Rheinfels, Leitgemeinde St. Goar, benannt nach der Burg Rheinfels
7. Gedeonseck, Leitgemeinde Boppard, benannt nach dem Gedeonseck
8. Marksburg, Leitgemeinde Koblenz, benannt nach der Marksburg
9. Lahntal, Leitgemeinde Obernhof, benannt nach dem Tal der Lahn
10. Burg Hammerstein, Leitgemeinde Hammerstein, benannt nach der Burg Hammerstein

Bereich Siebengebirge (Nordrhein-Westfalen)
1. Petersberg, Leitgemeinde Königswinter, benannt nach dem Petersberg im Siebengebirge

Bekannte Einzellagen sind:
Bacharacher Hahn
Bacharacher Posten
Bacharacher Wolfshöhle
Bopparder Hamm (Feuerlay, Mandelstein u. a.)
Oberweseler Ölsberg

## Rebsorten

Alte Riesling-Reben in der Bacharacher Lage Kloster Fürstental

Rund 85 % der Rebfläche sind mit weißen Rebsorten bestockt.
Hauptsächlich wird Riesling (63,9 % der Rebfläche) angebaut, daneben unter anderem Spätburgunder (10,3 %), Weißburgunder (4,9 %) und Müller-Thurgau bzw. Rivaner (4,5 %).
| Führende Rebsorten im Anbaugebiet Mittelrhein (Stand 2022) | Führende Rebsorten im Anbaugebiet Mittelrhein (Stand 2022) | Führende Rebsorten im Anbaugebiet Mittelrhein (Stand 2022) | Führende Rebsorten im Anbaugebiet Mittelrhein (Stand 2022) | Führende Rebsorten im Anbaugebiet Mittelrhein (Stand 2022) |
| Sorte                                                      | Farbe                                                      | Synonym                                                    | Fläche (%)                                                 | Fläche (ha)                                                |
| ---------------------------------------------------------- | ---------------------------------------------------------- | ---------------------------------------------------------- | ---------------------------------------------------------- | ---------------------------------------------------------- |
| 1. Riesling                                                | weiß                                                       |                                                            | 63,9                                                       | 298                                                        |
| 2. Spätburgunder                                           | rot                                                        | Pinot Noir                                                 | 10,3                                                       | 48                                                         |
| 3. Weißer Burgunder                                        | weiß                                                       | Pinot Blanc                                                | 4,9                                                        | 23                                                         |
| 4. Müller-Thurgau                                          | weiß                                                       | Rivaner                                                    | 4,5                                                        | 21                                                         |

| - Albalonga - Arnsburger - Auxerrois - Bacchus - Bronner - Chardonnay - Ehrenbreitsteiner - Ehrenfelser - Elbling - Faberrebe - Findling - Freisamer - Früher Malingre - Gelber Muskateller - Gewürztraminer | - Goldriesling - Grauburgunder - Gutedel - Hibernal - Hölder - Huxelrebe - Johanniter - Juwel - Kanzler - Kerner - Kernling - Mariensteiner - Merzling - Morio-Muskat - Müller-Thurgau (Rivaner) | - Muskat-Ottonel - Nobling - Optima - Orion - Ortega - Osteiner - Perle - Phoenix - Prinzipal - Regner - Reichensteiner - Rieslaner - Riesling - Sauvignon Blanc - Scheurebe | - Schönburger - Septimer - Siegerrebe - Silcher - Silvaner - Sirius - Staufer - Weißer Burgunder - Würzer |

| - Acolon - Blauburger - Cabernet Mitos - Cabernet Sauvignon - Dakapo - Deckrot - Domina | - Dornfelder - Dunkelfelder - Frühburgunder - Hegel - Helfensteiner - Heroldrebe - Lemberger | - Merlot - Palas - Portugieser - Regent - Rondo - Rotberger - Schwarzriesling | - Spätburgunder - St. Laurent - Tauberschwarz - Trollinger - Zweigelt |

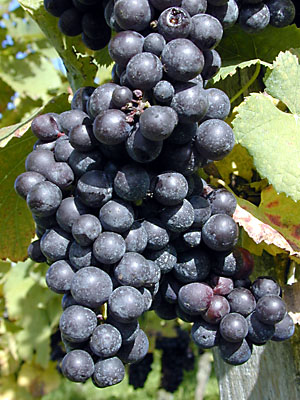
Trauben der roten Rebsorte Spätburgunder

Quelle: Taschenbuch der Rebsorten, Fachverlag Fraund

## Winzerbetriebe
Der Weinbau am Mittelrhein wird von meist kleinen privaten Weingütern dominiert, Anbau und Ausbau des Weines liegen meist in einer Hand. Die Weine sind oft nur direkt über die Winzer zu beziehen. Insgesamt gibt es am Mittelrhein rund 150 Weinbaubetriebe, von denen ein Drittel über eine angeschlossene Weingastronomie verfügt. Für kleine Nebenerwerbs- oder Feierabendwinzer, für die sich Selbstvermarktung nicht lohnt, gibt es nur noch eine Genossenschaft, bei der sie ihr Lesegut abliefern können, die Winzergenossenschaft „Loreley“ Bornich (Stand: Juni 2014).
Insgesamt 22 Winzer aus dem Anbaugebiet haben sich zur Mittelrhein Riesling Charta zusammengeschlossen. Neben der gemeinsamen Vermarktung von drei verschiedenen Profilweintypen (Handstreich, Felsenspiel und Meisterstück) ausschließlich aus der Rebsorte Riesling, sollen auch über einen Charta-Fonds Maßnahmen zur Erhaltung der Kulturlandschaft Mittelrhein unterstützt werden.
Die Leutesdorfer und Hammersteiner Winzer haben sich, in Anlehnung an den hier vorbeiführenden Fernwanderweg Rheinsteig, unter dem Begriff Weinsteigwinzer zusammengeschlossen. Touristisch wird die Region unter dem Stichwort „Romantischer Rhein“ vermarktet.
Folgende Winzerbetriebe aus dem Anbaugebiet Mittelrhein sind Mitglied im Verband Deutscher Prädikatsweingüter (VDP):
- Weingut Bastian, Bacharach
- Weingut Toni Jost – Hahnenhof, Bacharach
- Weingut Lanius-Knab, Oberwesel
- Weingut Matthias Müller, Spay
- Weingut Ratzenberger, Bacharach